# Ferrari 250 GT SWB

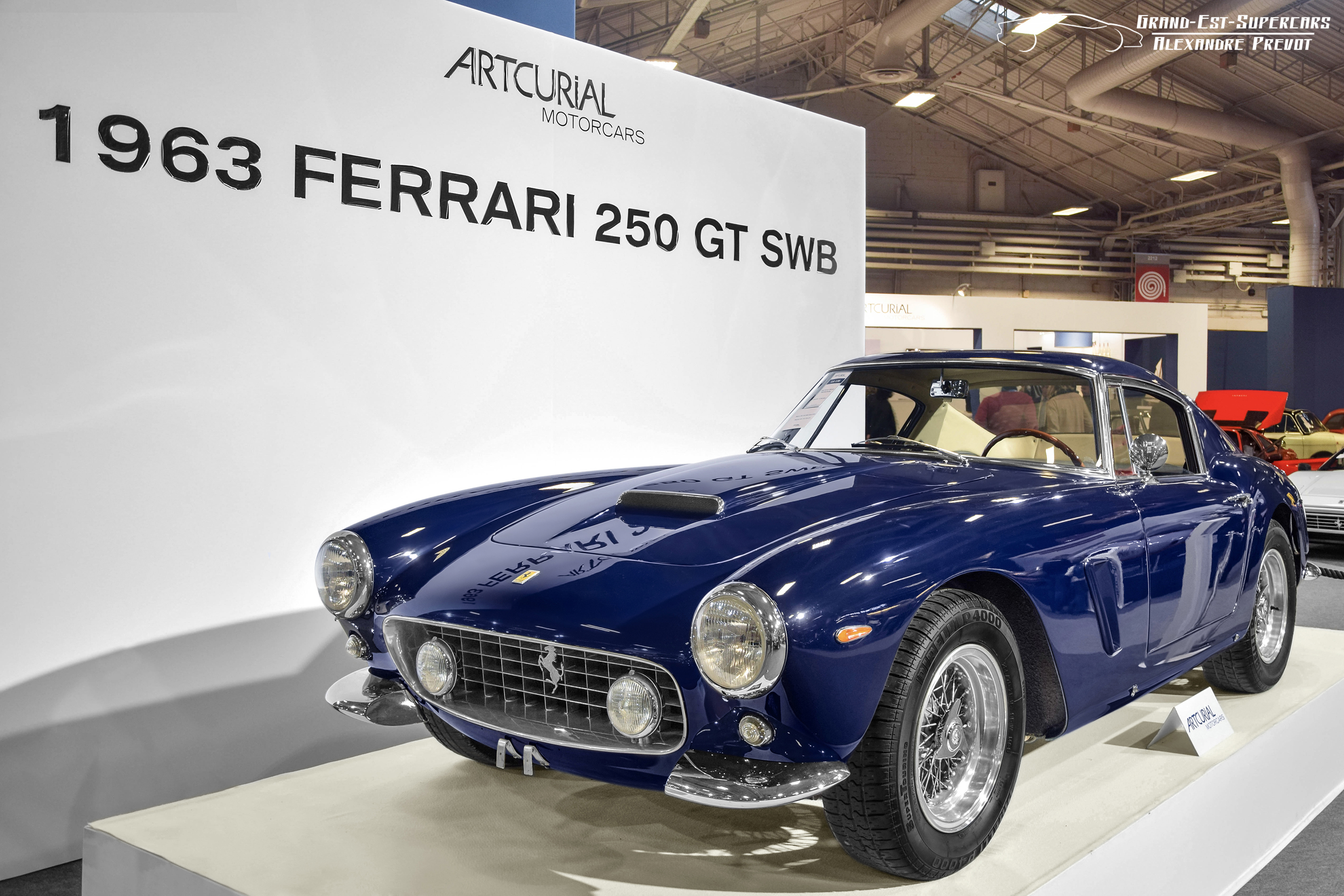
Ferrari 250 GT Berlinetta SWB

Ferrari 250 GT Berlinetta SWB — автомобиль категории Grand Touring Car, разработанный в Ferrari к 1959 году как для участия в гонках на выносливость, так и для дорожной эксплуатации клиентами марки. Представляет собой дальнейшее развитие (эволюцию) модели Ferrari 250 GT Competizione, основным отличием от которой здесь является более короткобазное шасси, что отражено в обозначении модели посредством индекса SWB (с англ. — «Short Wheel Base»). Оригинальное итальянское название модели — 250 GT Berlinetta Passo Corto. Выпускался в период 1959—1961 годов. Всего изготовлено 165 единиц в различных модификациях. Цена в США — 12500$.

## Конструкция
Автомобиль построен на общем шасси для всех автомобилей Ferrari категории GT периода 1955—1960 года: трубчатой лонжеронной рамы tipo-508 в её укороченном варианте Passo Corto с колёсной базой в 240 см, с независимой передней и зависимой задней подвесками и 3-литрового двигателя Ferrari-Colombo V-12. Кузов автомобиля типа berlinetta производился кузовным предприятием Carrozzeria Scaglietti на основе эскизов Pinin Farina. Трансмиссия — механическая, классического типа (коробка передач сблокирована с двигателем). Передняя подвеска — двухрычажная, пружинная. Задняя подвеска — на неразрезном мосту и продольных тягах, рессорная. Амортизаторы — коловратного типа. Тормоза — дисковые. Колёсные ступицы — типа Rudge-Whitworth с центральной гайкой. Колёса — спицованные Borrani, размером 6×16. Шины — Pirelli.

## Модификации
Автомобиль выпускался в трёх визуально близких модификациях: гоночной 1959 года, гоночной 1961 года и дорожной, отличающихся материалом кузовных панелей, материалом и конструктивной спецификой рамы, общим оборудованием автомобиля, а также модификацией и настройкой мотора.

#### 250 GT SWB
Гоночная модификация 1959 года с алюминиевым кузовом, весом порядка 970 кг и двигателем мощностью в 280 л. с.

#### 250 GT SWB Lusso
Дорожная модификация со стальным кузовом и улучшенной комплектацией салона, весом порядка 1100 кг и двигателем мощностью в 240 л. с.

#### 250 GT SWB berlinetta Bertone
Единичный автомобиль с фронтальной частью кузова в стилистике гоночных Ferrari 156 F1.

#### 250 GT SWB Comp/61
Гоночная модификация 1961 года на облегчённой раме с алюминиевым кузовом и мотороv мощностью порядка 300 л. с. Фактически — прототип Ferrari 250 GTO. Изготовлено 19 единиц.